# Fernand Gasnier
Pour les articles homonymes, voir Gasnier.
Fernand Édouard Gasnier, né le 5 juillet 1853 à Soulaire (Maine-et-Loire) et mort le 4 octobre 1906 à Saint-Nazaire (Loire-Atlantique), est un homme politique français.

## Biographie
Négociant, il est maire de Saint-Nazaire de 1884 à 1896. Il est député de la Loire-Inférieure de 1893 à 1898. Battu en 1898, il quitte la politique, et est président de la chambre de commerce de Saint-Nazaire de 1905 à 1906.

## Distinctions
- Chevalier de la Légion d'honneur (26 juin 1893)[1]
- Officier d'académie

## Sources
- « Fernand Gasnier », dans Adolphe Robert et Gaston Cougny, Dictionnaire des parlementaires français, Edgar Bourloton, 1889-1891 [détail de l’édition]